# Palesztin korongnyelvűbéka
A palesztin korongnyelvűbéka, vagy más néven izraeli feketebéka (Latonia nigriventer)  a kétéltűek (Amphibia) osztályának a békák (Anura) rendjéhez, ezen belül az Alytidae családjához tartozó faj. Korábban a Discoglossidae családba tartozott, ám újabb kutatások megállapították, hogy morfológiai jellemzői inkább a fosszilis Latonia nemzetségéhez sorolják.

## Elterjedése
A faj korábban egy meglehetősen kis területen élt Észak-Izraelben, a Hula-tó környékén, valamint Szíria déli részén, édesvízi, mocsári környezetben. Az élőhelyein a mocsarakat lecsapolták mezőgazdasági célokra és a malária elleni küzdelem részeként az 1950-es években. Az eredetileg 6000 hektáros térségben csak mintegy  320 hektár maradt mocsaras. Ez természetvédelmi terület 1964-től, de ez már a palesztin béka kihalása után volt. Az utolsó példányokat Steinitz gyűjtötte 1955-ben.
Jelenleg két példány ismeretes, az egyiket Mendelssohn 1940-ben, a másikat Steinitz 1955-ben gyűjtötte. Sem ebihal állapota, sem melléktípusai nem ismertek.

## Megjelenése
Testhossza 40 milliméter. Sötét színű hasán kis fehér foltok voltak. Hasonló a Discoglossus pictus nevű korongnyelvűhöz, de a színséma kissé eltér, valamint a szemei közti távolság nagyobb, mellső végtagja hosszabb és orra kevésbé kiálló.

## Rokonsága
Az ibériai korongnyelvűbéka (Discoglossus hispanicus) Spanyolországban és Portugáliában, a spanyol korongnyelvűbéka (Discoglossus jeanneae) Spanyolországban honos. A korzikai korongnyelvűbéka (Discoglossus montalenti) Korzika szigetén, a tarka korongnyelvűbéka (Discoglossus pictus) Algériában, Dél-Franciaországban, Szicília szigetén, Máltán, Marokkóban, Spanyolországban és Tunéziában honos. A tirrén-korongnyelvűbéka (Discoglossus sardus) Szardínia és Korzika környékén él.

## Érdekesség
Az izraeli feketebékát az 1950-es évek óta kihaltnak hitték, de 2011 novemberében láttak egy példányt, és azt feltételezik, hogy több is élhet a környéken.

## Képek
- ARKive
- Speciesinfo